# Panorama (Magazin)

Logo 2015

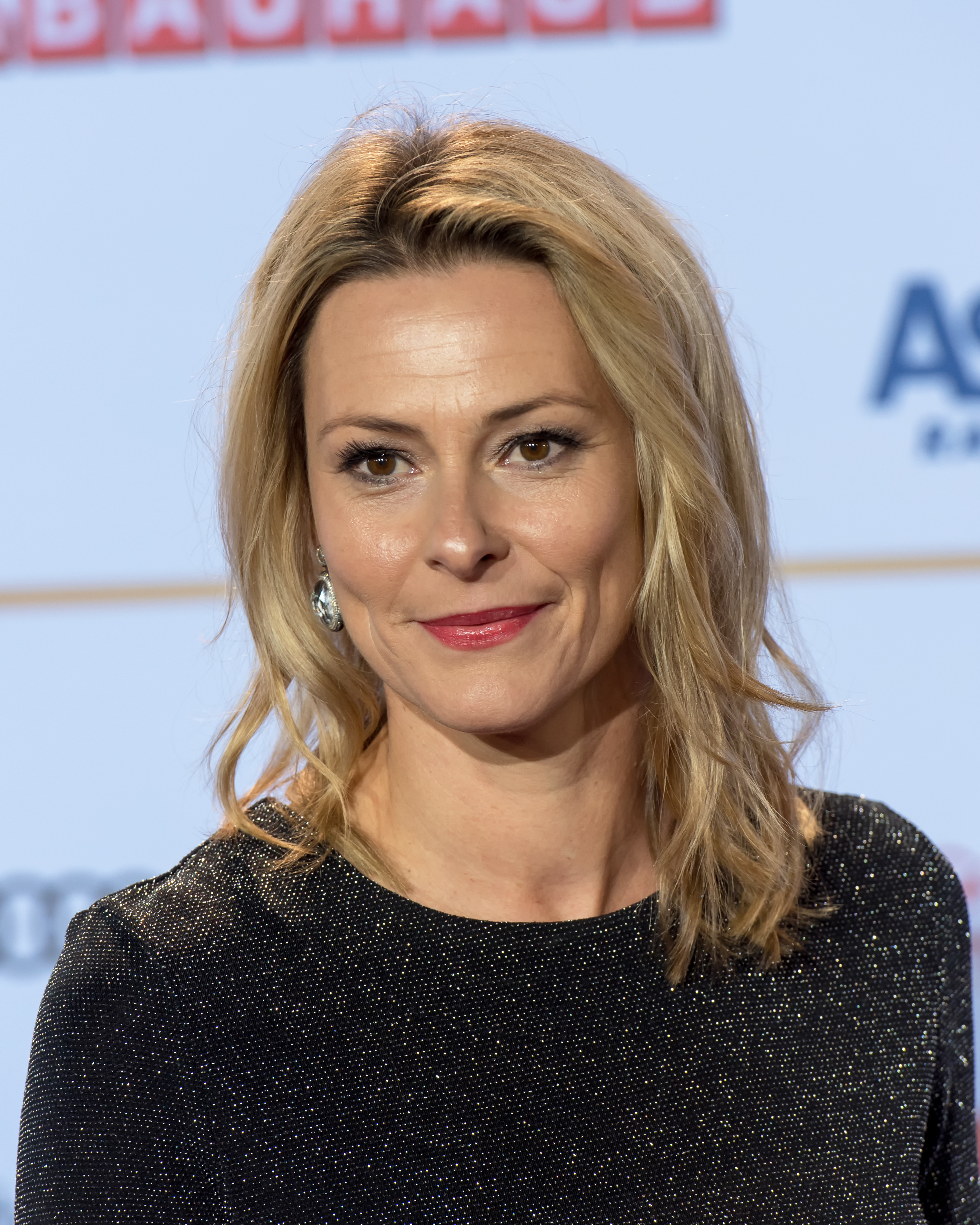
Moderatorin Anja Reschke

Panorama ist das älteste deutsche politische Fernsehmagazin. Die Erstausstrahlung fand am 4. Juni 1961 statt. Das Magazin wird vom Norddeutschen Rundfunk produziert und alle drei Wochen im Wechsel mit Monitor und Kontraste donnerstags um 21:45 Uhr im Ersten ausgestrahlt und auf tagesschau24 wiederholt. Seit 2001 wird es von Anja Reschke moderiert.

## Geschichte
Die Sendung wurde 1961 vom damaligen Hauptabteilungsleiter „Zeitgeschehen“ des NDR, Rüdiger Proske, ins Leben gerufen. Dabei orientierte er sich bezüglich des Formats und Konzepts und auf Empfehlung Werner Pleisters an der 1953 erstmals gesendeten britischen Sendung Panorama, die in Großbritannien sehr erfolgreich lief.
Panorama war das erste politische Magazin in der Bundesrepublik und wurde bald durch viele aufsehenerregende Berichte zum Politikum.
Formal bestanden die Beiträge zunächst aus bebilderten Artikeln der Autoren, die in der Tradition des Zeitungsjournalismus standen. Die Bebilderung oblag Realisatoren, darunter auch Klaus Wildenhahn, der hier – unterstützt durch die Editorin Kirsten Wedemann – erste Experimente mit der TV-Reportage ausprobierte und seine Karriere als wichtiger Fernseh-Dokumentarist begann. Erst allmählich entwickelte sich so das eigenständige Format der politischen Berichterstattung im Fernsehen.
2008 startete das Format Panorama – Die Reporter, das für seine Reportagen über das Textilunternehmen KiK und Carsten Maschmeyer und den Finanzdienstleister AWD mehrfach ausgezeichnet wurde. 2012 ging Panorama 3 als Politikmagazin für das NDR Fernsehen wöchentlich auf Sendung, moderiert von Susanne Stichler.
Zusammen mit den öffentlich-rechtlichen Investigativ-Redaktionen von Report Mainz, Kontraste, Fakt und report München, allerdings ohne die von Monitor, startete Panorama Ende Mai 2024 einen Instagram-Account namens ARD Team Recherche.

## Rezeption
- 1962 nahm die Polizei in Geldern ein Panorama-Team fest, das einen Beitrag über einen Lehrer drehte, der unter dem nationalsozialistischen Regime KZ-Aufseher gewesen war. Im Herbst des Jahres empörten sich zudem Mitarbeiter der Bundesregierung über Berichte von Panorama, die ihrer Auffassung nach dazu dienten, „Maßnahmen der Bundesregierung zu torpedieren“. Dabei wurde dem Panorama-Journalismus Einseitigkeit, „Entgleisungen“ und Ähnlichkeit mit den „Methoden der Nationalsozialisten und Kommunisten vor 1933“ vorgeworfen.[2]
- 1974 fand eine Sendung ohne direkte Moderation aus der Redaktion um Peter Merseburger statt. Die Moderationstexte und die Erklärung dieses ungewöhnlichen Schritts vor der Sendung wurden vom Tagesschausprecher Joachim Brauner im Studio vor leeren Moderationstischen verlesen. Die ARD hatte aufgrund eines Mehrheitsbeschlusses der Intendantenkonferenz einen Beitrag aus dem Programm genommen, die Redaktion drückte durch den Boykott ihren Protest aus. Der Beitrag stammte von Alice Schwarzer und handelte von einer tatsächlich und nach deutschem Strafrecht illegal vorgenommenen Abtreibung. Der NDR und Radio Bremen respektierten den Intendantenbeschluss, entschlossen sich jedoch daraufhin, den Beitrag in ihrem eigenen dritten Gemeinschaftsprogramm zu senden. Eingeleitet wurde er durch eine kurze Erklärung des NDR-Intendanten Martin Neuffer. Die Panorama-Redaktion empfand die so zwangsweise inhaltlich veränderte Sendung nicht mehr als eine, die sie selbst nach außen verantworten und präsentieren wollte.
- 1978 warf ein Bericht von Stefan Aust dem damaligen baden-württembergischen Ministerpräsidenten Hans Filbinger vor, als Marinestabsrichter noch kurz vor Ende des Zweiten Weltkriegs im April 1945 Todesurteile gegen fahnenflüchtige Marinesoldaten verhängt und unterschrieben zu haben. Filbinger wies die Vorwürfe zunächst von sich und erklärte später, seine Urteilsanträge bzw. Urteile seien formal rechtmäßig und weisungsgebunden gewesen, seien aber in mehreren Fällen auch nicht mehr vollstreckt worden. Wenige Wochen später trat Filbinger von seinem Amt als Ministerpräsident zurück (Filbinger-Affäre).
- 1982 verschwand während einer Livesendung ein von Stefan Aust erstellter Dokumentationsbeitrag, der bis dahin geheime Dokumente aus der Wohnung des wegen Verdachts des Landesverrats vom Dienst suspendierten bayerischen Staatsschutzchefs Hans Langemann zeigen sollte. Eine Rekonstruktion des Beitrags wurde am nächsten Tag ausgestrahlt, aber das Original blieb verschwunden.
- 1988 verhinderte der Anwalt von Oskar Lafontaine einen kritischen Bericht nur vier Minuten vor Sendebeginn.
- Der 1988 thematisierte Barschel-Brief wurde kurz darauf in seiner Authentizität angezweifelt und stellte sich 1991 als Fälschung der Stasi heraus.
- 1998 wurden der ARD nach einem kritischen Bericht alle Telekom-Werbeaufträge entzogen, der Boykott hielt aber nur wenige Monate.
- 1999 wurde der Ausspruch Helmut Kohls legendär, der da zu einem aufdringlichen Panorama-Reporter sagte: „Ich habe überhaupt nicht die Absicht mit Ihnen ’n Interview zu machen […] Sie sind doch von „Panorama“ […] Wissen’s doch, was das heißt. Sie haben doch mit Journalismus nix zu tun.“[3]
- 2002 wurde in Panorama der Verdacht geäußert,[4][5] der damalige Hamburger Innensenator und Zweite Bürgermeister Ronald Schill habe Kokain zu sich genommen. Dies wurde allein durch die Aussage eines anonym gehaltenen Zeugen belegt, welcher sich wenig später als psychisch krank herausstellte. Das Magazin sendete dabei nur ein stummes Bewegtbild des Zeugen, dessen Aussage von einem NDR-Mitarbeiter nachgesprochen wurde. Schill erklärte eidesstattlich, er habe nie gekokst, und konnte vor Gericht erwirken, dass der Panorama-Beitrag nicht mehr gesendet und die Behauptung, er habe gekokst, nicht mehr wiederholt werden durfte. Eine Haarprobe konnte er später als negativ präsentieren.[6] Das in Kabaretts und Boulevard-Zeitungen noch oft erwähnte Koks-Gerücht konnte trotz der kritisierten mangelnden Sorgfalt in den ursprünglichen Recherchen von Panorama vier Jahre später belegt werden.[7]
- 2007 sendete Panorama einen Beitrag mit dem Titel Morden und Foltern als Freizeitspaß – Killerspiele im Internet, welcher in der PC-Spieler-Szene Entrüstung hervorrief, da sich die Spieler von Computerspielen mit Vergewaltigern und Neonazis gleichgesetzt sahen. Unter anderem wurden im Bericht Bilder von Spielen gezeigt, die in Deutschland keine Jugendfreigabe haben oder mit inoffiziellen Modifikationen versehen waren, ohne dass darauf hingewiesen wurde, dass diese Modifikationen nicht durch den Spielehersteller vorgenommen wurden und teilweise in Deutschland verboten seien. Außerdem seien verfassungsfeindliche Symbole in die Spielumgebung eingebracht worden, und Sexszenen mit Spielfiguren seien durch die Autoren falsch als Vergewaltigungen dargestellt worden. Die im Panorama-Beitrag interviewten Spieler warfen Panorama vor, ihre Aussagen aus dem Kontext gerissen und irreführend dargestellt zu haben.[8] Das Onlinemagazin Telepolis wies darauf hin, dass der Bericht stark durch das Unternehmen Pan Amp beeinflusst sei, das damit eigene Interessen verfolge: Der in dem Bericht als „Killerspiel-Experte“ auftretende Vertreter der Firma hatte Panorama bereits mehrfach zu Internet-Themen beraten, zu der Pan Amp selbst Produkte, namentlich Internetfilter, anbiete.[9]
- Ende 2014 sendete Panorama den Beitrag Kontaktversuch: „Lügenpresse“ trifft Pegida. Nach der Ausstrahlung wurde öffentlich, dass es sich bei einem Interviewten um einen verdeckten RTL-Reporter gehandelt hatte. Auf der Sendungsseite wurde daraufhin der folgende Hinweis ergänzt: „Bei einem der Interviewten handelt es sich um einen verdeckt recherchierenden RTL-Reporter, wie Panorama erst nach den Dreharbeiten erfuhr.“ Der Vorfall wurde deutschlandweit heftig kritisiert und die Zusammenarbeit zwischen dem Reporter und RTL beendet.[10] Der derzeitige Leiter der Panorama-Redaktion Volker Steinhoff kommentierte die Angelegenheit wie folgt: „Was das sollte, wissen wir nicht. Aber eines ist für uns klar: Das geht gar nicht! Damit gibt man denen ein gutes Argument, die immer ‚Lügenpresse‘ rufen. Immerhin hat er uns inzwischen informiert, dass er für RTL arbeitet und 2012 zwischenzeitlich auch für ein NDR Regionalstudio. Was nichts daran ändert, dass er vor unserer Kamera den ‚normalen Demonstranten‘ gespielt und damit der Glaubwürdigkeit von Journalisten einen Bärendienst erwiesen hat.“[11]

## Auszeichnungen
2018 wurden die Panorama-Redaktionen mit dem Grimme-Preis für die „besondere journalistische Leistung“ in der Kategorie „Information und Kultur“ ausgezeichnet. Gewürdigt wurde damit die Panorama-Berichterstattung zum G20-Gipfel in Hamburg. Im März 2020 erhielten die Panorama-Autoren Nadia Kailouli und Jonas Schreijäg den Grimme-Preis in der Kategorie „Information und Kultur“. Der ausgezeichnete Dokumentarfilm SeaWatch3 war eine Gemeinschaftsproduktion des funk-Formats STRG F, Panorama und NDR Dokfilm.

## Redaktionsleitung
- Gert von Paczensky, Rüdiger Proske (1961–1963)
- Rüdiger Proske (1963)
- Jürgen Neven-du Mont, Werner Baecker, Manfred Jenke, Walter Menningen, Guido Schütte, Dietrich Koch (1963)
- Eugen Kogon (1964–1965)
- Walter Menningen (1965–1966)
- Joachim Fest (1966–1967)
- Peter Merseburger (1967–1975)
- Gerhard Bott (1975–1977)
- Ulrich Happel (1977–1978)
- Winfried Scharlau (1978–1981)
- Peter Gatter (1981–1987)
- Joachim Wagner (1987–1997)
- Kuno Haberbusch (1997–2004)
- Stephan Wels (seit 2004)
- Volker Steinhoff (seit 2009)

## Moderatoren
- Gert von Paczensky (1961–1963)
- Rolf Menzel (1961–1963)
- Joachim Besser (1961–1963)
- Rüdiger Proske (1961–1963)
- Jürgen Neven-du Mont (1963)
- Werner Baecker (1963)
- Manfred Jenke (1963)
- Walter Menningen (1963)
- Guido Schütte (1963)
- Dietrich Koch (1963–1964)
- Eugen Kogon (1964)
- Joachim Fest (1965–1966)
- Stefan Aust
- Peter Merseburger (1967–1975)
- Gerhard Bott (1975–1976)
- Ulrich Happel (1977)
- Winfried Scharlau (1978–1981)
- Peter Gatter (1981–1987)
- Joachim Wagner (1987–1996)
- Patricia Schlesinger (1997–2001)
- Anja Reschke (seit 2001) – Vertretung: Susanne Stichler (2022)